# Collegio uninominale Lazio 1 - 01 (2017)
Il collegio elettorale uninominale Lazio 1 - 01 è stato un collegio elettorale uninominale della Repubblica Italiana per l'elezione della Camera dei deputati tra il 2017 ed il 2022.

## Territorio
Come previsto dalla legge elettorale italiana del 2017, il collegio era stato definito tramite decreto legislativo all'interno della circoscrizione Lazio 1.
Era formato da parte del territorio del comune di Roma (Rione Monti, Rione Trevi, Rione Colonna, Rione Campo Marzio, Rione Ponte, Rione Parione, Rione Regola, Rione Sant'Eustachio, Rione Pigna, Rione Campitelli, Rione Sant'Angelo, Rione Ripa, Rione Borgo, Rione Esquilino, Rione Ludovisi, Rione Sallustiano, Rione Castro Pretorio, Rione Celio, Rione San Saba, Rione Testaccio, Rione Trastevere, Rione Prati, Quartiere Trionfale, Quartiere Flaminio, Quartiere Della Vittoria).
Il collegio era parte del collegio plurinominale Lazio 1 - 01.

## Eletti
| Elezione | Elezione          | Deputato        | Partito             |
| -------- | ----------------- | --------------- | ------------------- |
|          | 2018              | Paolo Gentiloni | Partito Democratico |
| 2020 (S) | Roberto Gualtieri |                 | Partito Democratico |
| 2022 (S) | Cecilia D'Elia    |                 | Partito Democratico |

## Dati elettorali

### XVIII legislatura

#### Elezioni del 2018
Come previsto dalla legge elettorale, 232 deputati erano eletti con sistema a maggioranza relativa in altrettanti collegi uninominali a turno unico.
| Candidati              | Candidati                 | Voti    | %     | Liste                                | Voti    | %     |
| ---------------------- | ------------------------- | ------- | ----- | ------------------------------------ | ------- | ----- |
|                        | Paolo Gentiloni ✔️ Eletto | 48 506  | 42,05 | Partito Democratico                  | 35 756  | 31,00 |
| +Europa                | Paolo Gentiloni ✔️ Eletto | 48 506  | 42,05 | 10 728                               | 9,30    |       |
| Italia Europa Insieme  | Paolo Gentiloni ✔️ Eletto | 48 506  | 42,05 | 1 129                                | 0,98    |       |
| Civica Popolare        | Paolo Gentiloni ✔️ Eletto | 48 506  | 42,05 | 893                                  | 0,77    |       |
|                        | Luciano Ciocchetti        | 35 540  | 30,81 | Forza Italia                         | 13 985  | 12,12 |
| Fratelli d'Italia      | Luciano Ciocchetti        | 35 540  | 30,81 | 10 823                               | 9,38    |       |
| Lega                   | Luciano Ciocchetti        | 35 540  | 30,81 | 9 833                                | 8,52    |       |
| Noi con l'Italia - UDC | Luciano Ciocchetti        | 35 540  | 30,81 | 899                                  | 0,78    |       |
|                        | Angiolino Cirulli         | 19 363  | 16,79 | Movimento 5 Stelle                   | 19 363  | 16,79 |
|                        | Filippo Miraglia          | 5 973   | 5,18  | Liberi e Uguali                      | 5 973   | 5,18  |
|                        | Cesare Antetomaso         | 2 565   | 2,22  | Potere al Popolo!                    | 2 565   | 2,22  |
|                        | Simone Di Stefano         | 1 340   | 1,16  | CasaPound                            | 1 340   | 1,16  |
|                        | Francesco Garroni Parisi  | 661     | 0,57  | Il Popolo della Famiglia             | 661     | 0,57  |
|                        | Valentina Raimondi        | 428     | 0,37  | Partito Comunista                    | 428     | 0,37  |
|                        | Antonio Ragusa            | 427     | 0,37  | 10 Volte Meglio                      | 427     | 0,37  |
|                        | Giuseppina Tosatti        | 252     | 0,22  | Italia agli Italiani                 | 252     | 0,22  |
|                        | Massimiliano Paoluzzi     | 128     | 0,11  | Lista del Popolo per la Costituzione | 128     | 0,11  |
|                        | Ottaviano Lalli           | 96      | 0,08  | Per una Sinistra Rivoluzionaria      | 96      | 0,08  |
|                        | Angelo Novellino          | 67      | 0,06  | Blocco Nazionale per le Libertà      | 67      | 0,06  |
| Totale                 | Totale                    | 115 346 | 100   |                                      | 115 346 | 100   |
|                        |                           |         |       |                                      |         |       |
| Voti non validi        | Voti non validi           | 2 556   | 2,17  |                                      |         |       |
| Votanti                | Votanti                   | 117 902 | 73,77 |                                      |         |       |
| Elettori               | Elettori                  | 159 814 |       |                                      |         |       |

#### Elezioni suppletive del 2020
|                            | Roberto Gualtieri ✔️ Eletto | Roma con Gualtieri                                         | 20 304  | 62,24 |  |  |  |  |  |
|                            | Maurizio Leo                | Lega - Forza Italia - Unione di Centro - Fratelli d'Italia | 8 493   | 26,03 |  |  |  |  |  |
|                            | Rossella Rendina            | Movimento 5 Stelle                                         | 1 422   | 4,36  |  |  |  |  |  |
|                            | Marco Rizzo                 | Partito Comunista                                          | 855     | 2,62  |  |  |  |  |  |
|                            | Elisabetta Canitano         | Potere al Popolo!                                          | 785     | 2,41  |  |  |  |  |  |
|                            | Mario Adinolfi              | Popolo della Famiglia                                      | 432     | 1,32  |  |  |  |  |  |
|                            | Luca Maria Lo Muzio Lezza   | Volt Italia                                                | 331     | 1,01  |  |  |  |  |  |
| Totale                     | Totale                      | Totale                                                     | 32 622  | 100   |  |  |  |  |  |
|                            |                             |                                                            |         |       |  |  |  |  |  |
| Voti non validi            | Voti non validi             | Voti non validi                                            | 258     | 0,78  |  |  |  |  |  |
| Votanti                    | Votanti                     | Votanti                                                    | 32 880  | 17,66 |  |  |  |  |  |
| Elettori                   | Elettori                    | Elettori                                                   | 186 210 |       |  |  |  |  |  |
|                            |                             |                                                            |         |       |  |  |  |  |  |
| Data: 1º marzo 2020        |                             |                                                            |         |       |  |  |  |  |  |
| Fonte: Camera dei deputati |                             |                                                            |         |       |  |  |  |  |  |

#### Elezioni suppletive del 2022
|                            | Cecilia D'Elia ✔️ Eletta | Partito Democratico                     | 12 401  | 59,43 |  |  |  |  |  |
|                            | Simonetta Matone         | Lega - Forza Italia - Fratelli d'Italia | 4 678   | 22,42 |  |  |  |  |  |
|                            | Valerio Casini           | Italia Viva                             | 2 698   | 12,93 |  |  |  |  |  |
|                            | Elisabetta Gamberini     | Potere al Popolo!                       | 676     | 3,24  |  |  |  |  |  |
|                            | Lorenzo Vanni            | Il N-"Uovo" Mondo                       | 412     | 1,97  |  |  |  |  |  |
| Totale                     | Totale                   | Totale                                  | 20 865  | 100   |  |  |  |  |  |
|                            |                          |                                         |         |       |  |  |  |  |  |
| Voti non validi            | Voti non validi          | Voti non validi                         | 145     | 0,69  |  |  |  |  |  |
| Votanti                    | Votanti                  | Votanti                                 | 21 010  | 11,33 |  |  |  |  |  |
| Elettori                   | Elettori                 | Elettori                                | 185 394 |       |  |  |  |  |  |
|                            |                          |                                         |         |       |  |  |  |  |  |
| Data: 16 gennaio 2022      |                          |                                         |         |       |  |  |  |  |  |
| Fonte: Camera dei deputati |                          |                                         |         |       |  |  |  |  |  |